# Leah Smith
Leah Smith, född 19 april 1995, är en amerikansk simmare.

## Karriär
Vid de olympiska simtävlingarna i Rio de Janeiro 2016 ingick hon i det amerikanska lag som vann guld på 4x200 meter frisim. Vid samma OS vann hon även en individuell bronsmedalj på 400 meter frisim.
Smith har även vunnit två raka VM-guld på 4x200 meter frisim, 2015 respektive 2017.
I juni 2022 vid VM i Budapest tog Smith brons på 400 meter frisim, vilket var hennes totalt sjunde VM-medalj samt tredje raka medalj i grenen. Smith var även en del av USA:s kapplag som tog guld och satte ett nytt mästerskapsrekord på 4×200 meter frisim. I december 2022 vid kortbane-VM i Melbourne tog Smith brons på 400 meter frisim samt var en del av USA:s kapplag som tog brons på 4×200 meter frisim.